# Хункоса, Хосе
Хосе Хункоса (исп. José Juncosa; 2 февраля 1922, Боржас-Бланкас — 31 октября 2003, Реус) — испанский футболист, играл на позиции нападающего. По завершении игровой карьеры — тренер.
Выступал, в частности, за клуб «Атлетико», а также национальную сборную Испании.

## Клубная карьера
Во взрослом футболе дебютировал в 1941 году выступлениями за команду клуба «Реус Депортиу», в которой провел один сезон.
В течение 1942—1944 годов защищал цвета «Эспаньола».
В 1944 году перешел в клуб «Атлетико», за который отыграл 11 сезонов. В составе «Атлетико» был одним из главных бомбардиров команды, имея среднюю результативность на уровне 0,43 гола за игру первенства. Завершил профессиональную карьеру футболиста выступлениями за команду «Атлетико» (Мадрид) в 1955 году.

## Выступления за сборную
В 1948 году дебютировал в официальных матчах в составе национальной сборной Испании. В течение карьеры в национальной команде, которая длилась 3 года, провел в форме главной команды страны лишь 2 матча.
В составе сборной был участником чемпионата мира 1950 года в Бразилии, вышел на поле в одном матче против сборной Швеции.

## Карьера тренера
Начал тренерскую карьеру вскоре после завершения карьеры игрока, в 1956 году, возглавив тренерский штаб клуба «Кордова».
В 1967 году стал главным тренером команды «Херес», тренировал клуб из города Херес-де-ла-Фронтера один год.
В течение тренерской карьеры также возглавлял команды клубов «Понтеведра» и «Леванте».
Последним местом тренерской работы был клуб «Реус Депортиу», главным тренером команды которого Хосе Хункоса был с 1985 по 1987 годы.
Умер 31 октября 2003 года на 82-м году жизни в городе Реус.